# Rypławki
Rypławki (deutsch Riplauken) ist ein kleiner Ort in der polnischen Woiwodschaft Ermland-Masuren und gehört zur Gmina Srokowo (Drengfurth) im Powiat Kętrzyński (Kreis Rastenburg).

## Geographische Lage
Rypławki liegt in der nördlichen Mitte der Woiwodschaft Ermland-Masuren, zwölf Kilometer nordöstlich der Kreisstadt Kętrzyn (deutsch Rastenburg).

## Geschichte
Der um 1785 Viehweide genannte Ort bestand in seinem Ursprung lediglich aus einem großen Hof. Im Jahre 1785 war Viehweide „ein adlig Vorwerk mit 1 Feuerstelle“. Bis zum 30. September 1928 gehörte der Ort zum Gutsbezirk Groß Blaustein, danach zur Landgemeinde Blaustein (polnisch Siniec) im ostpreußischen Kreis Rastenburg. Im Jahre 1820 betrug die Zahl der Einwohner 23, im Jahre 1905 bereits 41.
In Kriegsfolge kam Riplauken 1945 mit dem gesamten südlichen Ostpreußen zu Polen und erhielt die polnische Namensform „Ripławki“. Heute ist der Ort „część wsi Siniec“ („ein Teil des Dorfes Siniec“) innerhalb der Landgemeinde Srokowo (Drengfurth) im Powiat Kętrzyński (Kreis Rastenburg), bis 1998 der Woiwodschaft Olsztyn, seither der Woiwodschaft Ermland-Masuren zugehörig.

## Kirche
Vor 1945 war Riplauken in die evangelische Kirche Wenden (Ostpreußen) in der Kirchenprovinz Ostpreußen der Kirche der Altpreußischen Union sowie in die katholische Kirche St. Katharina in Rastenburg im damaligen Bistum Ermland eingepfarrt.
Heute gehört Rypławki zur katholischen Pfarrei Srokowo im jetzigen Erzbistum Ermland, außerdem zur evangelischen Johanneskirche Kętrzyn mit der Filialkirche Srokowo in der Diözese Masuren der Evangelisch-Augsburgischen Kirche in Polen.

## Verkehr
Ripławki ist über eine Nebenstraße von der Woiwodschaftsstraße 650 bei Sińczyk-Leśniczówka (Klein Blaustein) aus auf direktem Wege zu erreichen. Eine Bahnanbindung besteht nicht.